# Smokin' Guns
Smokin' Guns（SG）是一个开源第一人称射击游戏。Smokin' Guns设计目标是成为基于雷神之锤III竞技场的旧西部故事，半真实半虚构的模拟。 深受西部电影影响，特别是意大利人摄制的美国式西部片。

## 开发历史
Smokin' Guns原是Iron Claw Interactive用Western Quake3这个名字开发的。2001──2005年，Iron Claw Interactive发布两个版本（1.0 beta和2.0 beta）作为雷神之锤 3 竞技场的完全改版（游戏模组）。Iron Claw Interactive在释放2.0 beta之后停止开发；一个新的开发组在2005年接受了原开发者的祝福，继续这个项目，推出了2个Western Quake3新版（2.1 beta 2005和2.2 2006）。因为要避免法律问题，2005年后改名为Smokin' Guns Productions的开发组，发布Smokin' Guns 1.0，一个独立的基于id Tech 3的游戏。

## 玩法
Smokin' Guns要做到一半真实，在旧西部故事里。又是Quake3引擎上的完全改版，包括新武器，伤害，射击频率，装弹时间之类。地图和音乐自然也是模仿西部影片。
- 生命值不可恢复或增加。
- 武器要购买。
- 地图上只放置有少数武器。
- 游戏种类不同，也可以拣钱。

## 游戏模式
Smokin' Guns游戏模式有:
- 抢银行:  顾名思义。一组去抢“钱袋”——装备了3联炸药的强盗可以一次性把银行里的人炸翻。带着钱袋回到脱离点，就算胜利。另外，带着钱逃跑比打败对手获利更多。
- 死亡竞赛:
- 对决 Duel:  手枪， 2 3 4人都有可能，2 人一组也可以，是在巨大划分区域的地图中进行。最多支持16人。钟乐声响起后，声音结束时正式开始。
- 循环: 分组后循环进行抢银行和死亡竞赛。

## 链接
- Official Smokin' Guns（页面存档备份，存于）
- modDB（页面存档备份，存于）